# Mignon Talbot
Pour les articles homonymes, voir Talbot (homonymie).
Mignon Talbot est une paléontologue américaine, née le 16 août 1869 à Iowa City et morte le 18 juillet 1950.
Elle enseigne la géologie et la géographie au Mount Holyoke College de 1904 à 1935. Elle découvre, en 1911, le seul exemplaire connu du dinosaure Podokesaurus holyokensis.

## Source
- (en) Cet article est partiellement ou en totalité issu de l’article de Wikipédia en anglais intitulé « Mignon Talbot » (voir la liste des auteurs).